# Hartzviller
Hartzviller è un comune francese di 924 abitanti situato nel dipartimento della Mosella nella regione del Grand Est.
Il suo territorio comunale è bagnato dalle acque della Bièvre.

## Società

### Evoluzione demografica
Abitanti censiti